# Лікарня швидкої медичної допомоги професора Мурата Ділменера в Єшилькьой
Лікарня швидкої медичної допомоги професора Мурата Ділменера (тур. Yeşilköy Prof. Dr. Murat Dilmener Acil Durum Hastanesi), зазвичай називають лікарнею швидкої допомоги Єшилькьой — це лікарня в кварталі Єшилькьой району Бакиркьой в Стамбулі в Туреччині, яка використовується при надзвичайних ситуаціях, зокрема пандемії, епідемії чи землетруси. Вона була відкритий наприкінці травня 2020 року.

## Історія
Будівництво двох великих лікарень швидкої допомоги в Стамбулі було заплановано незадовго після підтвердження першого випадку COVID-19 у Туреччині. Лікарні швидкої допомоги, одна в європейській частині Стамбула, а інша в азійській частині Стамбула, були розраховані на близько 1000 ліжок кожна, повинні були розташуватися на території аеропортів і бути побудовані лише протягом 45 днів.
Будівництво лікарні Єшилькьой розпочалось 9 квітня 2020 року. Через 52 днів після закладки було завершено будівництво та роботи з оснащення, а лікарня була урочисто відкрита 31 травня 2020 року. Ця лікарня має тип польового госпіталю, однак вона має постійний статус, а не тимчасовий, як більшість польових госпіталів.
Лікарня була названа на честь Мурата Ділменера (1942—2020), лікаря та колишнього професора медичного факультету Стамбульського університету Черрахпаша, який помер від COVID-19.

## Розташування та характеристики

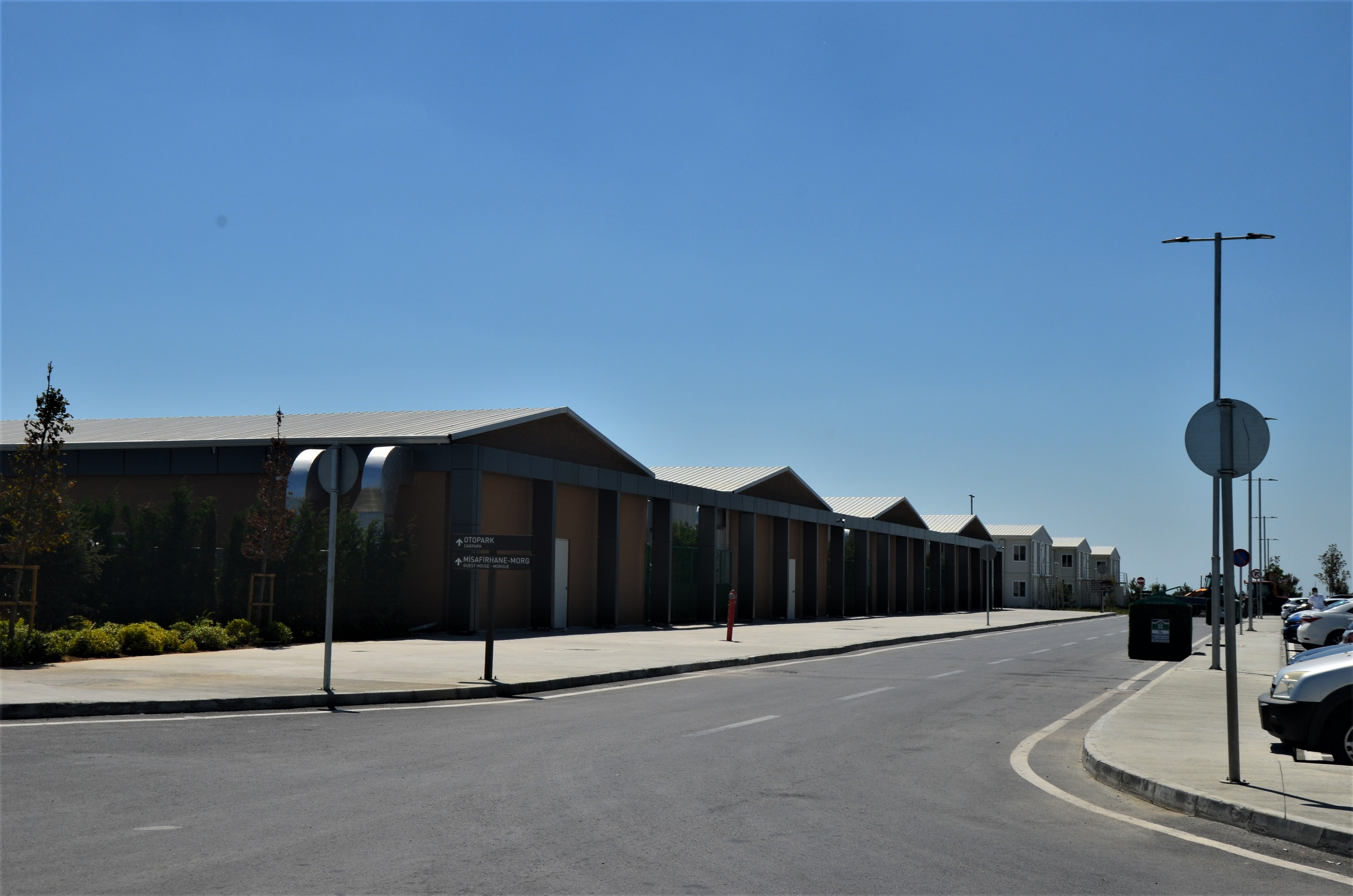
Вигляд збоку лікарні швидкої медичної допомоги професора Мурата Ділменера в Єшилькьой у Стамбулі

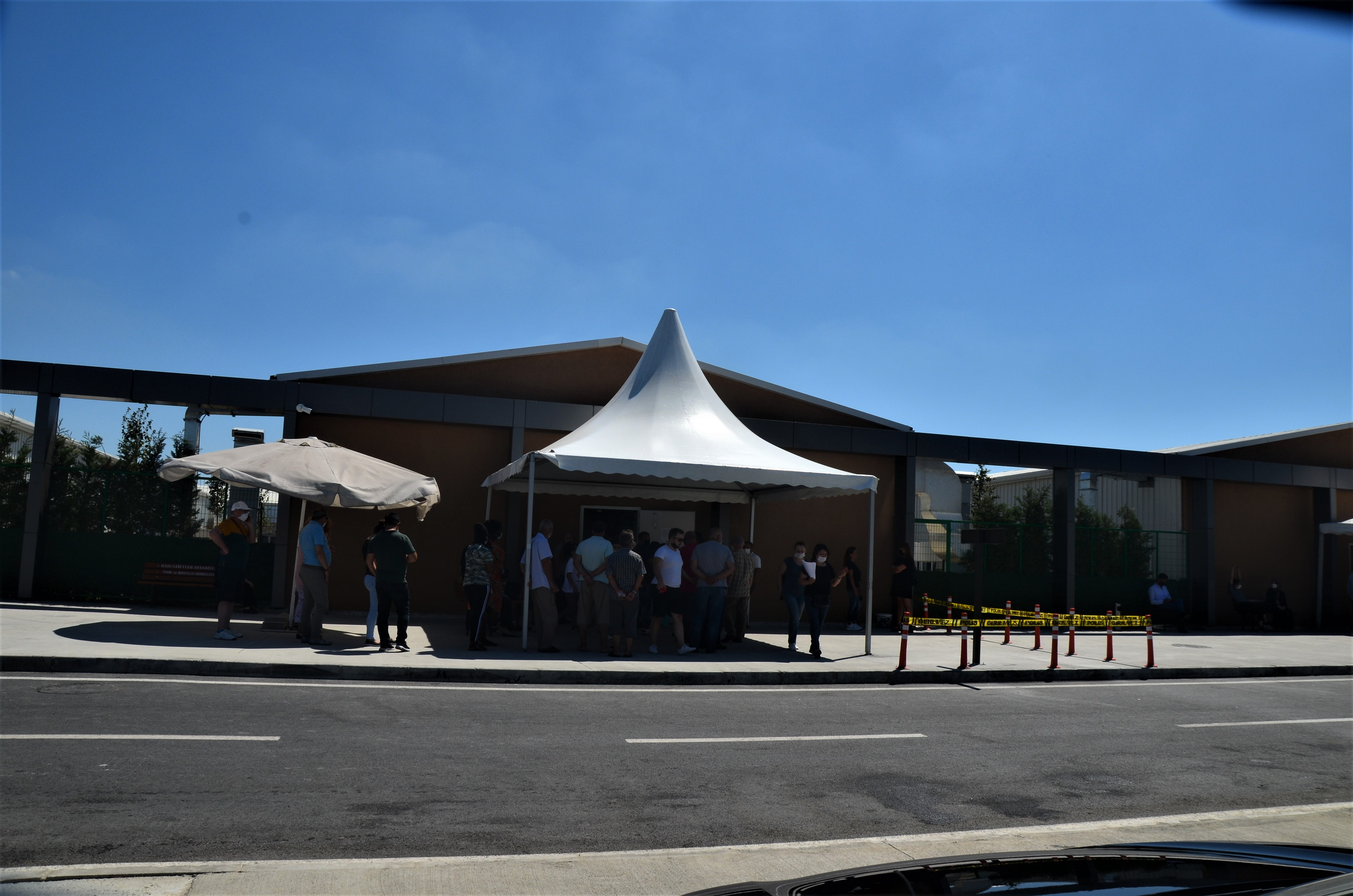
Пацієнти, які чекають на тестування на COVID-19 біля входу в лікарню швидкої допомоги Єшилькьой, Стамбул, Туреччина

Лікарня розташована на території Стамбульського аеропорту в кварталі Єшилкьой району Бакиркей в європейській частині Стамбула. Одноповерхова будівля площею 75 тисяч м² займає 125 тисяч м² земельної ділянки. Всього в лікарні 1008 лікарняних ліжок, 576 лікарняних кімнат з ванною, 432 ліжка інтенсивної терапії, включаючи 36 з обладнанням для діалізу та інтенсивної терапії, 36 ліжок невідкладної медичної допомоги, 8 кімнат сортування, 16 операційних, 4 кабінети томографії, 4 кабінети МРТ та два рентгенівські кабінети. Лікарня має автостоянку на 500 місць.